# Thiên hà Nòng Nọc
Thiên hà Nòng Nọc là một thiên hà xoắn ốc có thanh ngang bị đứt đoạn nằm ở chòm sao Thiên Long. Thiên hà này nằm cách Trái Đất 420 triệu năm ánh sáng về hướng bắc của chòm sao Thiên Long. Đặc điểm đáng chú ý nhất của thiên hà này là một vệt dài của các cụm sao dài và lớn có màu xanh dương dài 280.000 năm ánh sáng.
Một giả thuyết cho rằng một thiên hà xâm nhập nhỏ đã từng nằm cắt ngang trước mặt thiên hà Nòng Nọc cách đây khoảng 100 triệu năm từ trái sang phải (góc nhìn từ Trái Đất) và bị ném về phía sau bởi lực hấp dẫn giữa hai thiên hà. Trong suốt quá trình va chạm này, lực thủy triều (tidal force) đẩy các ngôi sao, khí và bụi ra và tạo thành đuôi thiên hà. Thiên hà xâm nhập được cho là nằm khoảng 300.000 năm ánh sáng về phía sau của thiên hà Nòng Nọc. Theo thời gian, thiên hà Nòng Nọc có thể mất cái đuôi của nó và đuôi của thiên hà này sẽ tạo thành vệ tinh cho thiên hà xoắn ốc lớn.